# أياكوس
أياكوس أو إياكوس (باليونانية: Αἰακός) هو ملك أسطوري إغريقي لجزيرة أجانيطس، ذكر أنه ابن زيوس وإيجينا ابنة إله النهر أسوبوس، وهو والد كل من بيليوس، وتيلامون، وفوكوس؛ وجد محاربي حرب طروادة الشهيرين أخيل وآياس، وذكر أنه شقيق كل من مينوس ورادامونتوس وساربيدون.

## الأسطورة
تذكر أسطورة ولادته، أن زيوس ذهب لوالدته إيجينا وأقام علاقة معها، وثم بقيت معه لكي يحميها من غضب عائلتها. لكن بعد علم زوجة زيوس هيرا بعلاقته مع إيجينا، قررت الانتقام منهم، فقامت بنشر وباء في جزيرة أيجينا وثم جعلت تنين البحر يهاجم الجزيرة ويأكل كل سكانها. عندما رأي زيوس ما حصل للجزيرة قرر اصلاحها فقام بتحويل النمل هناك إلى بشر، وجعل إبنه أياكوس ملك عليهم. تذكر الأساطير أيضاً عن قيام أبولو وبوسيدون بمساعدة أياكوس ببناء أسوار أيجينا، وعند انتهائهم من البناء قامت التنانين بمهاجمة الجزيرة، لكن بوسيدون وأبولو تمكنوا من قتلهم. بعد ذلك تنبأ أبولو بسقوط طروادة بيد أحفاد أياكوس. تزوج أياكوس بعد ذلك من إينديس وألتي أنجبت له ولدين وهم تيلامون (ألذي أصبح والد آياس وتوكر) وبيليوس (ألذي أصبح والد أخيل) ومن خلال امرأة أخرى اسمها بساماتي أنجب إبنه الآخر فوكوس وألذي قتل فيما بعد من قبل إبنيه الآخرين وهربوا من الجزيرة. بعد وفاة أياكوس أصبح أحد قضاة هاديس في العالم السفلي بجانب شقيقيه. وحسب ما قاله أفلاطون أن شمس الأوروبيين سطعت في العالم السفلي بعد وفاته. في اللوحات الفنية تم تصويره وهو يحمل صولجان ومفاتيح هاديس. وقد بني له مزار في كل من أثينا وجزيرته أيجينا. وجعله الأيجيين أحد آلهتهم الحارسة. ادعى اسكندر الكبير أنه حفيد لأياكوس من خلال ذرية والدته أوليمبياس.